# Paul Chevré
Paul Chevré (Bruselas, 5 de julio de 1866-París, 20 de febrero de 1914) fue un escultor francés, especialmente conocido en Canadá.

## Biografía
Hijo de un fundidor francés vinculado con el mundo del arte, se inició con la escultura y conoció a muchos escultores de renombre antes de exponer su obra por primera vez, en 1890. Entre sus obras en Canadá, se incluyen una estatua monumental de Samuel de Champlain, encargada por la ciudad de Quebec en 1898, que le dio fama y prestigio.
También trabajó en muchas obras, en la reconstrucción del ayuntamiento de Asnières, y otras estatuas de grandes hombres en Canadá. En 1912, terminó un busto de Wilfrid Laurier, que debía adornar el palacio Château Laurier de Ottawa. Para participar en la inauguración del edificio, se embarcó con el propietario del mismo, Charles Hays, a bordo del RMS Titanic.
El barco se hundió en la noche del 14 al 15 de abril de 1912, Chevré se salvó en uno de los botes salvavidas. Pasó los siguientes dos años entre Francia y Canadá, antes de caer gravemente enfermo a principios de 1914. Se quedó ciego y falleció en febrero, víctima de la enfermedad de Bright.

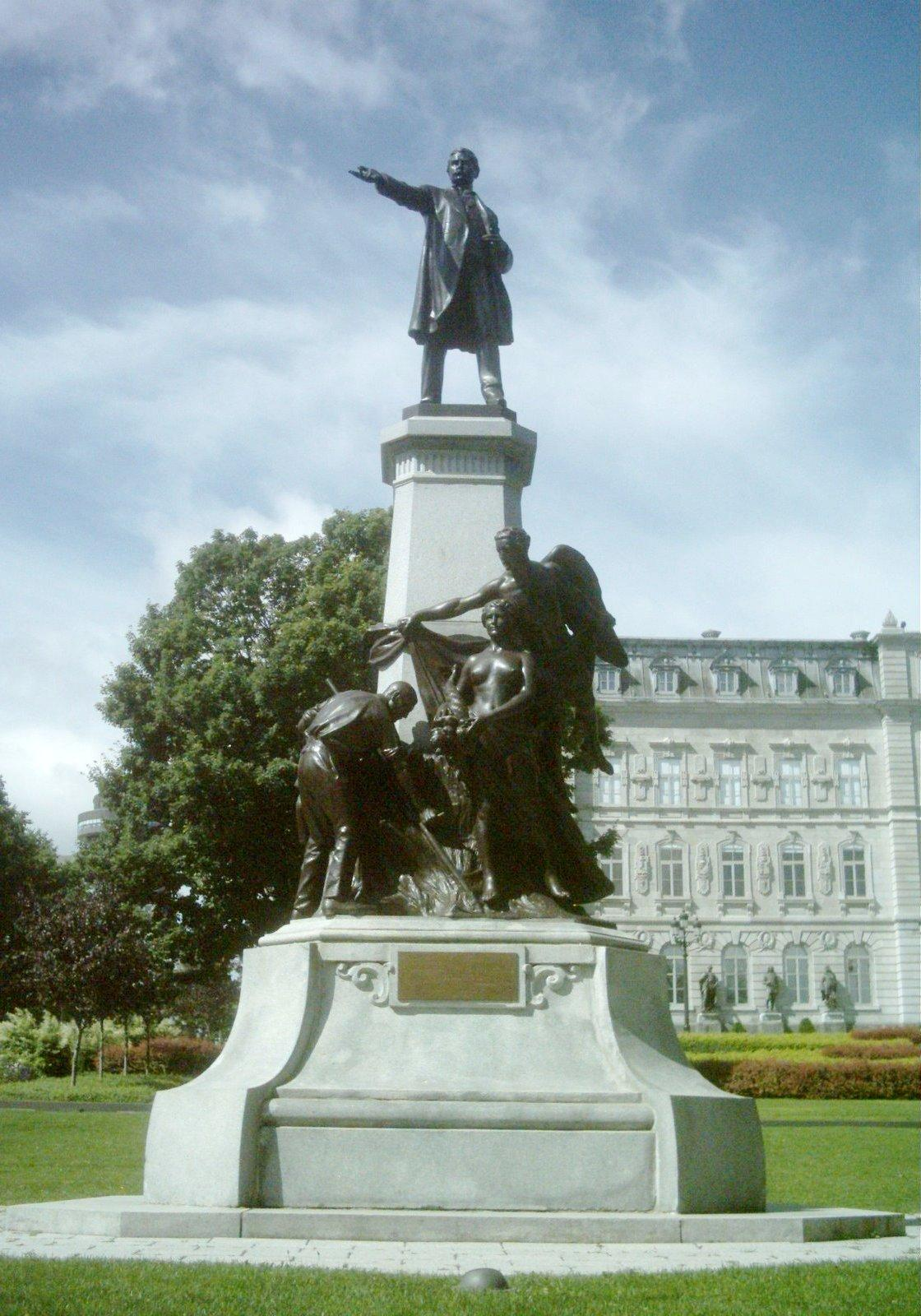
Estatua de Honore Mercier, frente al Ayuntamiento de Quebec.

## Obras
Monumento a Samuel de Champlain en Quebec, 1898

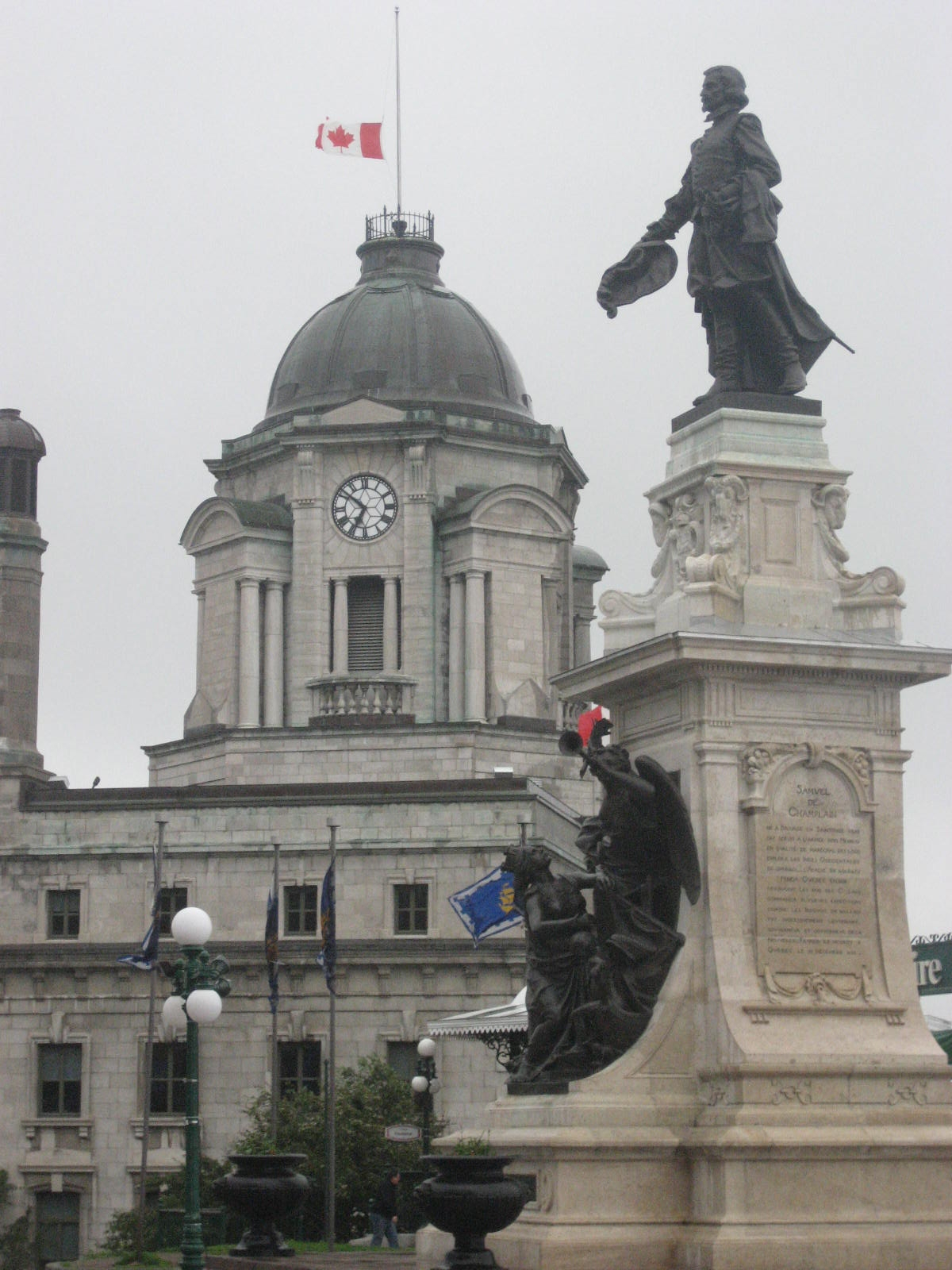
Monumento a Samuel de Champlain en Quebec
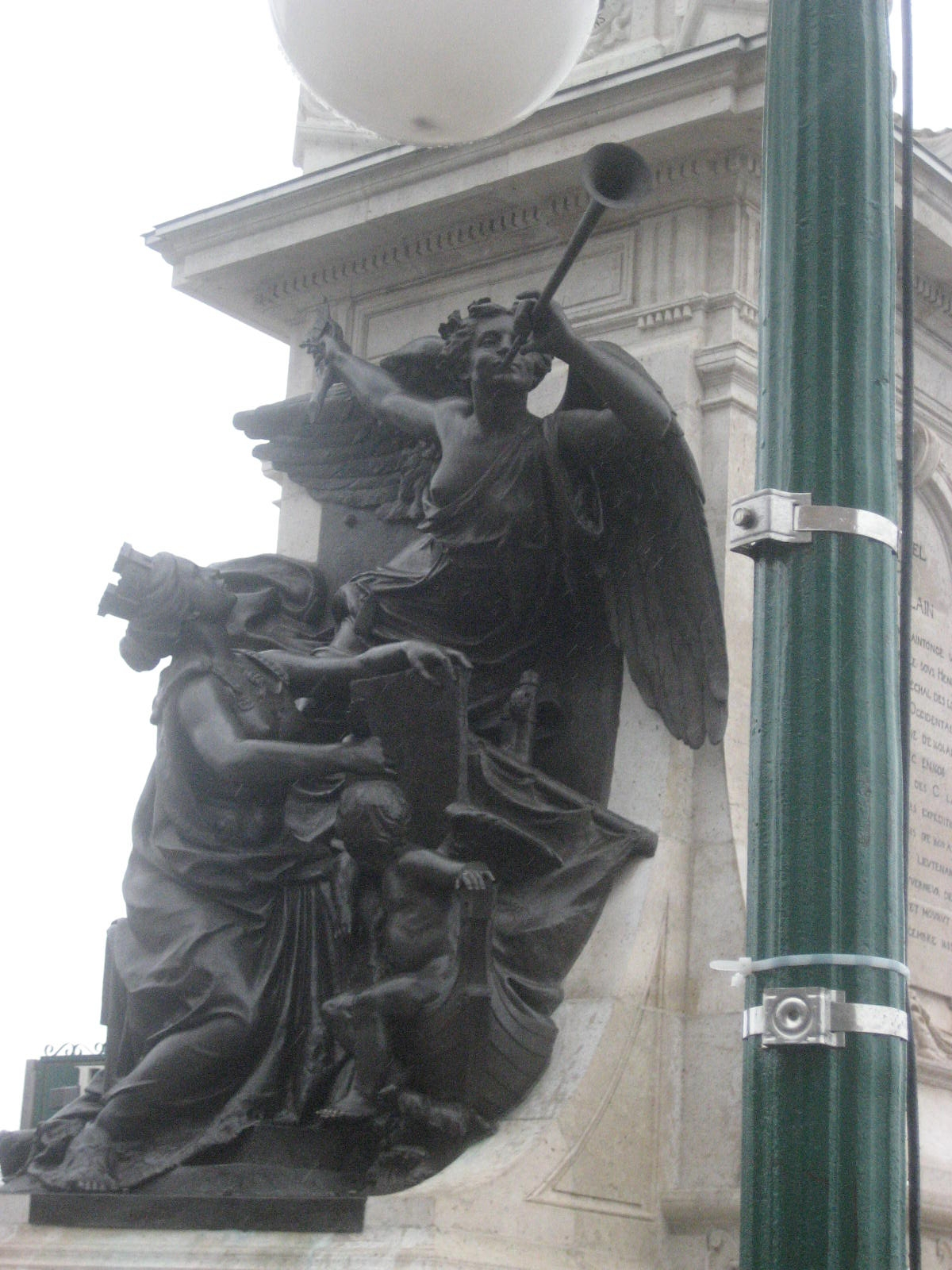
Grupo alegórico en bronce del Monumento a Samuel de Champlain en Quebec
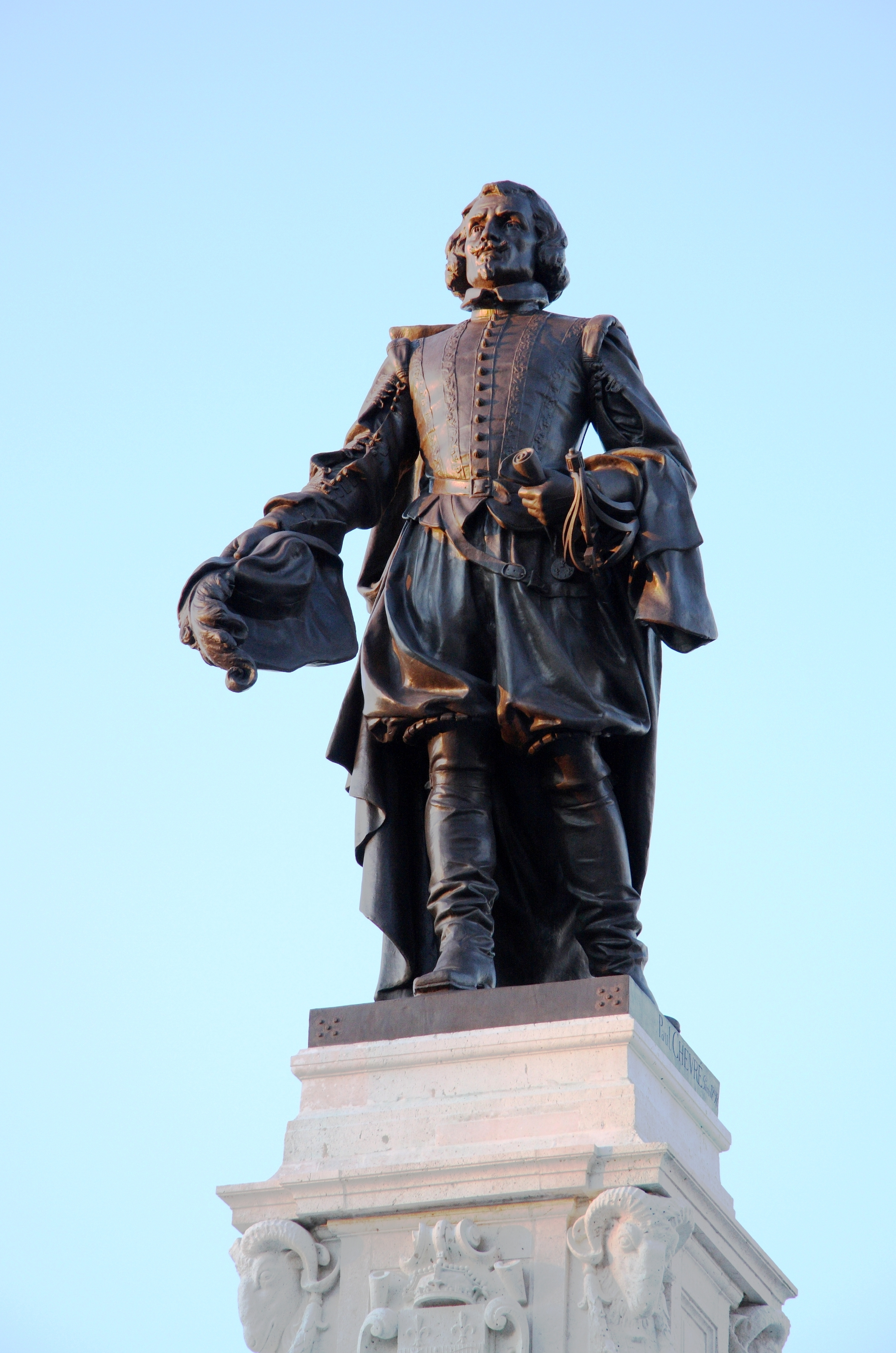
Estatua de Samuel de Champlain en Quebec